# Kakanj
Kakanj – miasto w Bośni i Hercegowinie, w Federacji Bośni i Hercegowiny, w kantonie zenicko-dobojskim, siedziba gminy Kakanj. W 2013 roku liczyła 11 796 mieszkańców, z czego większość stanowili Boszniacy.